# Kankou Coulibaly (1950)
Pour les articles homonymes, voir Kankou Coulibaly et Coulibaly.
Kankou Coulibaly, née en 1950 à Médina (Dakar), est une joueuse sénégalaise de basket-ball.

## Carrière
Elle est la capitaine de l'équipe du Sénégal de 1975 à 1980, avec elle remporte les Championnats d'Afrique 1974, 1977 (où elle est élue MVP) et 1979 ainsi que les Jeux africains en 1973 et en 1978.